# Nižné Ružbachy
Nižné Ružbachy (in ungherese Alsózúgó, in tedesco Unter-Rauschenbach) è un comune della Slovacchia facente parte del distretto di Stará Ľubovňa, nella regione di Prešov.